# Церковь Святой Троицы (Капошвар)
Церковь Святой Троицы (венг. Szentháromság-templom (Toponár)) — римский католический храм в пригороде венгерского города Капошвар, в посёлке Топонар. Одно из старейших зданий Капошвара в стиле барокко, построенное в 1781 году, является памятником архитектуры.

## История
Строительство церкви Святой Троицы в Топонаре началось в 1779 году по инициативе семьи Фештетичей. В 1781 году строение было освящено. Внутренние фрески выполнены Иштваном Дорфмайстером-старшим, оборудование было подарено Лайошем Фештетичем, который покоится в склепе церкви вместе со своей усопшей женой.
Первоначально отцы-францисканцы, которые служили домашним капелланом Фештетиков, представляли здесь мессы и учили вере, но пастырская забота о деревне была ответственностью священников Капошвара. В 1818 году Дьёрдь Курбелиепископ Веспрема основал независимый приход Топонара, формирование которого было завершено в 1838 году, через год после внутренней реставрации в самой церкви.
В 1929 году последовала ещё одна реконструкция, во время которой был восстановлен алтарь, а в 1937 году были отремонтированы все фрески, однако оригинальные росписи на потолке были уничтожены. В 1967 году церковь получила новый орган, а через год площадь прихода увеличилась за счет добавления Орчи и Зимани, затем в 1992 году к ней присоединились Магьярат и Паталом.
В 2004 году был построен новый религиозный зал, а здание прихода было отремонтировано вместе с электрической системой и органом церкви. В 2011 году началась очередная реставрация, тогда же к осени 2014 года были восстановлены все фрески в святилище.

## Расположение и особенности церкви
Церковь расположена рядом с оживленной дорогой, соединяющей Капошвар и Сантод, в тени охраняемого ряда конских каштанов . В его саду находится героический памятник времен Второй мировой войны, который был торжественно открыт 23 сентября 1990 года по инициативе приходского священника Йожефа Лота. Также в саду размещена статуя Святого Венделя и статуя Святой Троицы, два каменных креста. Один из них был воздвигнут Петерне Банком в память о его 19-летнем сыне военном, который погиб героической смертью в 1916 году в деревне Соколов в Галиции. Второй крест — Антал Кис был установлен в 1860 году.
Рядом с церковью также находится знаменитая статуя медведя, возведенная в 2010 году в память о легенде, возникшей где-то в начале XX века о медвежьей пещере и особи, которая сумела забраться на башню церкви.